# Chebânat
 (avril 2025).
Motif : En attendant des sources secondaires centrées.
- Archive Wikiwix
- Bing
- Cairn
- DuckDuckGo
- E. Universalis
- Gallica
- Google
- G. Books
- G. News
- G. Scholar
- Persée
- Qwant
- (zh) Baidu
- (ru) Yandex
- (wd) trouver des œuvres sur Wikidata

| 1. | Préciser le motif de la pose du bandeau. | Précisez le motif de la pose du bandeau en utilisant la syntaxe suivante : {{admissibilité à vérifier\|date=avril 2025\|motif=remplacez ce texte par le motif}}               |
| 2. | Informer les utilisateurs concernés.     | Pensez à avertir le créateur de l'article, par exemple, en insérant le code ci-dessous sur sa page de discussion : {{subst:avertissement admissibilité à vérifier\|Chebânat}} |

Chebânat est une tribu marocaine d'origine arabe, issue des Banu Maqil, originaire du désert, remontée au milieu du XIIIe siècle dans le Souss.
Les Chebânat sont à l'origine de la disparition des Saadiens après l'assassinat du dernier sultan saadien Ahmad al-Abbas, en 1659. Kerroum al-Hajj leur chef, prend le titre de roi de Marrakech et s'empare notamment de toute la région. Abou Bakr ben Kerroum al-Hajj succède à son père mais n'a pas le temps de régner puisque Rachid ben Chérif s'empare de force de Marrakech et sa région et exécute Abou Bakr et ses partisans, dont notamment les Chebânat.
La tribu soumise rejoint plus tard le guich des Oudaïas durant le règne du sultan Ismaïl ben Chérif.

## Sources

### Sources bibliographiques
1. 1 2  L'Économiste 2009, p. 8.
2. ↑  Hamet 1923, p. 333.
3. ↑  al-Nasiri 1906, p. 66.

### Francophone
- Ahmed ben Khâled Ennâsiri Esslâoui. (trad. de l'arabe par Eugène Fumet), Kitâb Elistiqsâ li-Akhbâri doual Elmâgrib Elaqsâ [« Le livre de la recherche approfondie des événements des dynasties de l'extrême Magrib »], vol. IX : Chronique de la dynastie alaouie au Maroc, Paris, Ernest Leroux, coll. « Archives marocaines », 1906 (lire en ligne).
- « L’année de Kerroum El-Hajj », dans Collectif, Les Alaouites, Mohammed VI : Une dynastie, un règne, Casablanca, L'Économiste, juillet-août 2009, 96 p. (présentation en ligne, lire en ligne [PDF]), p. 8.
- Ismaël Hamet (directeur de l'Institut des hautes études marocaines), « VI - Les Chérifs Filaliens : Les chérifs filaliens ou hassaniens. – Moulay Rachid au Tafilalt, puis à Fez. – Moulay Ismaïl (1672-1727). – Les Abid Bokhari. – Sidi Mohammed ben Abdallah (1757-1790). – Moulay Slimane (1792-1822). –Moulay Aderrahmane (1822-1859). », dans Histoire du Maghreb : Cours professé à l'Institut des hautes études marocaines, Paris, Ernest Leroux, coll. « Publications de l'Institut des hautes études marocaines », 1923, 502 p. (lire en ligne), p. 335-391, 335-396 (« Moulay Rachid », p. 321, 322, 335-338, 343, 415 et 444)